# Cytinelle
Cytinus hypocistis
Espèce
Classification APG III (2009)
La cytinelle ou cytinet (Cytinus hypocistis) est une espèce de plantes à fleurs classiquement placée dans la famille des Rafflésiacées. Les derniers travaux en phylogénie ont provoqué l'éclatement de cette famille et la cytinelle, seule représentante du genre Cytinus en France, est placée dans la famille des Cytinacées. C'est une plante parasite  des cistes. La cytinelle se rencontre dans les garrigues de Provence ou le maquis corse. Elle apparaît en mai, au pied de divers Cistus où ses couleurs vives (jaune à rouge) la trahissent au milieu du tapis de leurs feuilles mortes.
Elle était connue sous le nom de sucs d'hypocistis, l'un des multiples constituants de la thériaque de la pharmacopée maritime occidentale au XVIIIe siècle .

## Description
La cytinelle se développe entièrement à l’intérieur des tissus de la plante hôte, sauf au moment de la floraison où elle laisse paraître hors de celle-ci une tige courte à feuilles écailleuses et des inflorescences. Elle est la seule plante parasite d'Europe à avoir ce comportement.[réf. nécessaire] La tige croît sur les racines de la plante hôte ou à proximité de son collet, ce qui en fait un parasite épirhize. En outre, la cytinelle est une plante holoparasite qui prélève eau, sels minéraux et molécules organiques de son hôte car, étant dépourvue de chlorophylle, elle n’est pas capable d’assurer sa propre photosynthèse.
La floraison a lieu d'avril à juin.

## Distribution
L'espèce est présente dans le sud de l'Europe.

## Galerie

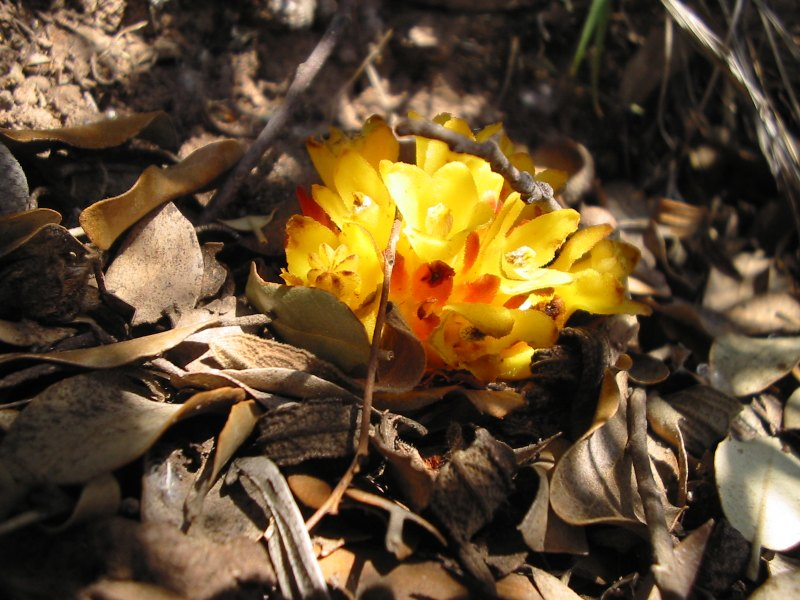
Cytinus hypocistis
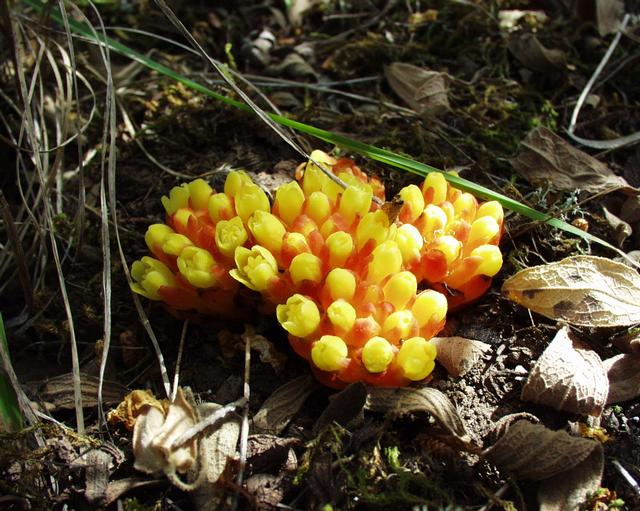
Cytinus hypocistis
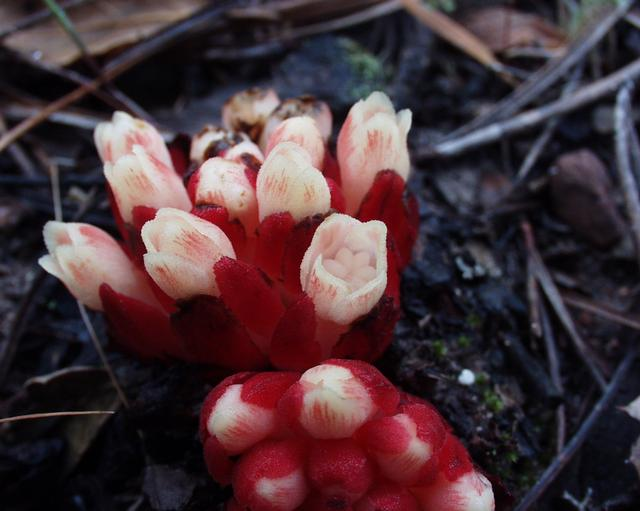
Cytinus hypocistis subsp.clusii anciennement Cytinus ruber
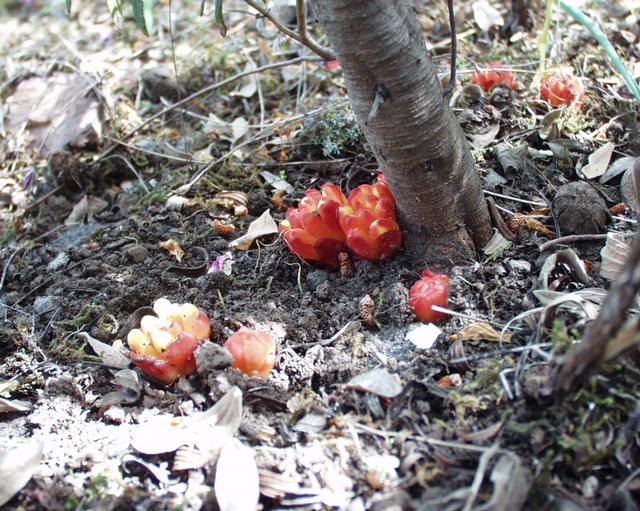
Biotope